# Droit d'annuel
En France, sous l'Ancien Régime, le droit d'annuel, dit l'annuel, est un impôt royal payé par les marchands de boissons en gros et en détail.

## Histoire
Par un édit du mois de mars 1577, registré sur lettre de jussion, Henri III défend de tenir hôtellerie, taverne ou cabaret, sans lettres ou permission du roi, pour l'obtention desquelles il fut fixé une taxe. Par une déclaration du 30 décembre 1582, Henri III étend l'édit aux marchands de vins en gros et à tous ceux faisant le commerce des boissons. Par un édit du mois de janvier 1627, l'hérédité fut attribuée à ces permissions, moyennant le versement d'une nouvelle taxe.
L'annuel est établi par Louis XIII, par un édit du mois de décembre 1632.
Le droit était payable chaque année, en un seul terme, le 15 février, sans répétition pour cessation de commerce et sans diminution pour commencement du débit dans le courant de l'année.
Il était dû autant de fois que le marchand possède de débits de boisson. 
Si la vente moyenne annuelle dépasse les trois muids (environ 805 litres) l'impôt est doublé. Pour chaque type de boisson (vin, poiré, cidre, eau-de-vie), il faut verser un droit d'annuel.
À l'origine, ce droit est de six livres tournois  dans les villes, de cinq livres tournois dans les villages et hameaux près des axes de communication et d'une livre tournois dans les hameaux éloignés. En 1680, il est porté à huit livres tournois et six livres 10 sols.
On appelle aussi droit d'annuel  un impôt royal dû par les officiers qui s'ajoute à la paulette